# 2013 en athlétisme
Cet article récapitule les faits marquants de l'année 2013 en athlétisme, les grandes compétitions de l'année, les records mondiaux et continentaux battus en 2013 et les décès d'athlètes survenus en 2013.

## Compétitions

### Mondiales
| Compétition                            | Lieu        | Date                 |
| -------------------------------------- | ----------- | -------------------- |
| Championnats du monde de cross-country | Bydgoszcz   | 24 mars              |
| Ligue de diamant                       | 14 meetings | 10 mai — 6 septembre |
| Jeux méditerranéens                    | Mersin      | 26 — 29 juin         |
| Championnats du monde jeunesse         | Donetsk     | 10 — 14 juillet      |
| Universiade                            | Kazan       | 10 — 17 juillet      |
| Championnats du monde                  | Moscou      | 10 — 18 août         |
| Jeux de la Francophonie                | Nice        | 10 — 15 septembre    |

### Continentales

#### Afrique
| Compétition                    | Lieu    | Date                    |
| ------------------------------ | ------- | ----------------------- |
| Championnats d'Afrique juniors | Bambous | 29 août — 1er septembre |

#### Amériques
| Compétition                                      | Lieu                 | Date            |
| ------------------------------------------------ | -------------------- | --------------- |
| Championnats d'Amérique centrale et des Caraïbes | Morelia              | 5 — 7 juillet   |
| Championnats d'Amérique du Sud                   | Carthagène des Indes | 5 — 7 juillet   |
| Championnats d'Amérique du Sud juniors           | Resistencia          | 18 — 20 juillet |

#### Asie
| Compétition             | Lieu    | Date          |
| ----------------------- | ------- | ------------- |
| Championnats d'Asie     | Pune    | 3 — 7 juillet |
| Jeux de l'Asie de l'Est | Tianjin | 7 — 9 octobre |

#### Europe
| Compétition                            | Lieu                                                                                    | Date              |
| -------------------------------------- | --------------------------------------------------------------------------------------- | ----------------- |
| Championnats d'Europe en salle         | Göteborg                                                                                | 1er — 3 mars      |
| Coupe d'Europe hivernale des lancers   | Castellón de la Plana                                                                   | 16 — 17 mars      |
| Jeux des petits États d'Europe         | Luxembourg                                                                              | 28 mai — 1er juin |
| Championnats d'Europe par équipes      | Gateshead (Super Ligue) Dublin (1re Ligue) Kaunas (2e Ligue) Banská Bystrica (3e Ligue) | 22 — 23 juin      |
| Coupe d'Europe des épreuves combinées  | Tallinn (Super Ligue) Nottwil (1re Ligue) Ribeira Brava (2e Ligue)                      | 29 — 30 juin      |
| Championnats d'Europe espoirs          | Tampere                                                                                 | 11 — 14 juillet   |
| Championnats d'Europe juniors          | Rieti                                                                                   | 18 — 21 juillet   |
| Championnats d'Europe de cross-country | Belgrade                                                                                | 8 décembre        |

## Bilans

### En salle

#### Hommes
| Épreuve               | Athlète                    | Performance    | Lieu         | Date            |
| --------------------- | -------------------------- | -------------- | ------------ | --------------- |
| 60 mètres             | James Dasaolu Jimmy Vicaut | 6 s 48         | Göteborg     | 2 mars 2013     |
| 200 mètres            | Ameer Webb                 | 20 s 37        | Fayetteville | 8 mars 2013     |
| 400 mètres            | Deon Lendore               | 45 s 15        | Fayetteville | 23 février 2013 |
| 800 mètres            | Mohammed Aman              | 1 min 45 s 05  | Stockholm    | 21 février 2013 |
| 1 000 mètres          | Ayanleh Souleiman          | 2 min 17 s 05  | Stockholm    | 21 février 2013 |
| 1 500 mètres          | Galen Rupp                 | 3 min 34 s 78+ | Boston       | 26 janvier 2013 |
| Mile                  | Galen Rupp                 | 3 min 50 s 92  | Boston       | 26 janvier 2013 |
| 3 000 mètres          | Galen Rupp                 | 7 min 30 s 16  | Stockholm    | 21 février 2013 |
| 5 000 mètres          | Lopez Lomong               | 13 min 07 s 00 | New York     | 1er mars 2013   |
| 60 mètres haies       | Sergueï Choubenkov         | 7 s 49         | Göteborg     | 1er mars 2013   |
| Saut en hauteur       | Mutaz Essa Barshim         | 2,37 m         | Moscou       | 3 février 2013  |
| Saut à la perche      | Renaud Lavillenie          | 6,01 m         | Göteborg     | 3 mars 2013     |
| Saut en longueur      | Aleksandr Menkov           | 8,31 m         | Göteborg     | 3 mars 2013     |
| Triple saut           | Daniele Greco              | 17,70 m        | Göteborg     | 2 mars 2013     |
| Lancer du poids       | Ryan Whiting               | 21,80 m        | Albuquerque  | 3 mars 2013     |
| Heptathlon            | Eelco Sintnicolaas         | 6 372 points   | Göteborg     | 3 mars 2013     |
| 5 000 mètres marche   | Igor Erokhin               | 18 min 28 s 54 | Samara       | 31 janvier 2013 |
| Relais 4 × 400 mètres | Université de l'Arkansas   | 3 min 03 s 50  | Fayetteville | 9 mars 2013     |

#### Femmes
| Épreuve               | Athlète                                                                    | Performance    | Lieu         | Date            |
| --------------------- | -------------------------------------------------------------------------- | -------------- | ------------ | --------------- |
| 60 mètres             | Murielle Ahouré                                                            | 6 s 99         | Birmingham   | 16 février 2013 |
| 200 mètres            | Kimberlyn Duncan                                                           | 22 s 54        | Fayetteville | 24 février 2013 |
| 400 mètres            | Perri Shakes-Drayton                                                       | 50 s 85        | Göteborg     | 3 mars 2013     |
| 800 mètres            | Yekaterina Kupina                                                          | 1 min 59 s 58  | Belgorod     | 3 février 2013  |
| 1 000 mètres          | Anzhelika Shevchenko                                                       | 2 min 36 s 84  | Moscou       | 3 février 2013  |
| 1 500 mètres          | Abeba Aregawi                                                              | 3 min 58 s 40  | Stockholm    | 21 février 2013 |
| Mile                  | Sheila Reid                                                                | 4 min 27 s 02  | New York     | 16 février 2013 |
| 3 000 mètres          | Genzebe Dibaba                                                             | 8 min 26 s 95  | Stockholm    | 21 février 2013 |
| 5 000 mètres          | Abbey D'Agostino                                                           | 15 min 28 s 11 | Fayetteville | 8 mars 2013     |
| 60 mètres haies       | Brianna Rollins                                                            | 7 s 78         | Clemson      | 11 janvier 2013 |
| Saut en hauteur       | Alessia Trost                                                              | 2,00 m         | Třinec       | 29 janvier 2013 |
| Saut à la perche      | Jennifer Suhr                                                              | 5,02 m         | Albuquerque  | 2 mars 2013     |
| Saut en longueur      | Darya Klishina                                                             | 7,01 m         | Göteborg     | 2 mars 2013     |
| Triple saut           | Olha Saladukha                                                             | 14,88 m        | Göteborg     | 3 mars 2013     |
| Lancer du poids       | Christina Schwanitz                                                        | 19,79 m        | Dortmund     | 23 février 2013 |
| Pentathlon            | Ekaterina Bolshova                                                         | 4 851 points   | Volgograd    | 9 février 2013  |
| 3 000 mètres marche   | Olga Kaniskina                                                             | 11 min 57 s 86 | Samara       | 31 janvier 2013 |
| Relais 4 × 400 mètres | Royaume-Uni Eilidh Child Shana Cox Christine Ohuruogu Perri Shakes-Drayton | 3 min 27 s 56  | Göteborg     | 3 mars 2013     |

### En plein air

#### Hommes
| Épreuve           | Athlète                                                   | Nation            | Performance     | Lieu              | Date              |
| ----------------- | --------------------------------------------------------- | ----------------- | --------------- | ----------------- | ----------------- |
| 100 m             | Tyson Gay                                                 | États-Unis        | 9 s 75          | Des Moines        | 21 juin 2013      |
| 200 m             | Usain Bolt                                                | Jamaïque          | 19 s 66         | Moscou            | 17 août 2013      |
| 400 m             | LaShawn Merritt                                           | États-Unis        | 43 s 74         | Moscou            | 13 août 2013      |
| 800 m             | Mohamed Aman                                              | Éthiopie          | 1 min 42 s 37   | Bruxelles         | 6 septembre 2013  |
| 1 500 m           | Asbel Kiprop                                              | Kenya             | 3 min 27 s 72   | Monaco            | 19 juillet 2013   |
| Mile              | Silas Kiplagat                                            | Kenya             | 3 min 49 s 48   | Eugene            | 1er juin 2013     |
| 3 000 m           | Hagos Gebrhiwet                                           | Éthiopie          | 7 min 30 s 36   | Doha              | 10 mai 2013       |
| 5 000 m           | Edwin Soi                                                 | Kenya             | 12 min 51 s 54  | Monaco            | 19 juillet 2013   |
| 10 000 m          | Dejene Gebremeskel                                        | Éthiopie          | 26 min 51 s 02  | Sollentuna        | 27 juin 2013      |
| Semi-marathon     | Geoffrey Kipsang Kamworor                                 | Kenya             | 58 min 54 s     | Ras Al Khaimah    | 15 février 2013   |
| Marathon          | Wilson Kipsang                                            | Kenya             | 2 h 03 min 23 s | Berlin            | 29 septembre 2013 |
| 110 m haies       | David Oliver                                              | États-Unis        | 13 s 00         | Moscou            | 12 août 2013      |
| 400 m haies       | Jehue Gordon                                              | Trinité-et-Tobago | 47 s 69         | Moscou            | 15 août 2013      |
| 3 000 m steeple   | Ezekiel Kemboi                                            | Kenya             | 7 min 59 s 03   | Saint-Denis       | 6 juillet 2013    |
| Saut en hauteur   | Bohdan Bondarenko                                         | Ukraine           | 2,41 m          | Lausanne          | 4 juillet 2013    |
| Saut à la perche  | Renaud Lavillenie                                         | France            | 6,02 m          | Londres           | 27 juillet 2013   |
| Saut en longueur  | Aleksandr Menkov                                          | Russie            | 8,56 m          | Moscou            | 16 août 2013      |
| Triple saut       | Teddy Tamgho                                              | France            | 18,04 m         | Moscou            | 18 août 2013      |
| Lancer du poids   | Ryan Whiting                                              | États-Unis        | 22,28 m         | Doha              | 10 mai 2013       |
| Lancer du disque  | Piotr Malachowski                                         | Pologne           | 71,84 m         | Hengelo           | 8 juin 2013       |
| Lancer de marteau | Krisztián Pars                                            | Hongrie           | 82,40 m         | Dubnica nad Váhom | 21 août 2013      |
| Lancer de javelot | Tero Pitkämäki                                            | Finlande          | 89,03 m         | Bad Köstritz      | 25 août 2013      |
| 20 km marche      | Petr Trofimov                                             | Russie            | 1 h 18 min 28 s | Sotchi            | 23 février 2013   |
| 50 km marche      | Robert Heffernan                                          | Irlande           | 3 h 37 min 56 s | Moscou            | 14 août 2013      |
| Relais 4 × 100 m  | Nesta Carter Kemar Bailey Cole Nickel Ashmeade Usain Bolt | Jamaïque          | 37 s 36         | Moscou            | 8 août 2013       |
| Relais 4 × 400 m  | David Verburg Tony McQuay Arman Hall LaShawn Merritt      | États-Unis        | 2 min 58 s 71   | Moscou            | 16 août 2013      |
| Décathlon         | Ashton Eaton                                              | États-Unis        | 8 809 pts       | moscou            | 11 août 2013      |

#### Femmes
| Épreuve           | Athlète                                                                  | Nation           | Performance     | Lieu           | Date               |
| ----------------- | ------------------------------------------------------------------------ | ---------------- | --------------- | -------------- | ------------------ |
| 100 m             | Shelly-Ann Fraser-Pryce                                                  | Jamaïque         | 10 s 71         | Moscou         | 10 août 2013       |
| 200 m             | Shelly-Ann Fraser-Pryce                                                  | Jamaïque         | 22 s 13         | Kingston       | 23 juin 2013       |
| 400 m             | Amantle Montsho                                                          | Botswana         | 49 s 33         | Monaco         | 19 juillet 2013    |
| 800 m             | Francine Niyonsaba                                                       | Burundi          | 1 min 56 s 72   | Eugene         | 1er juin 2013      |
| 1 500 m           | Abeba Aregawi                                                            | Suède            | 3 min 56 s 60   | Doha           | 10 mai 2013        |
| 3 000 m           | Meseret Defar                                                            | Éthiopie         | 8 min 30 s 29   | Stockholm      | 22 août 2013       |
| 5 000 m           | Tirunesh Dibaba                                                          | Éthiopie         | 14 min 23 s 68  | Saint-Denis    | 6 juillet 2013     |
| 10 000 m          | Meseret Defar                                                            | Éthiopie         | 30 min 08 s 06  | Sollentuna     | 27 juin 2013       |
| Semi-marathon     | Lucy Wangui Kabuu                                                        | Kenya            | 1 h 06 min 09 s | Ras Al Khaimah | 15 février 2013    |
| Marathon          | Rita Jeptoo                                                              | Kenya            | 2 h 19 min 57 s | Chicago        | 13 octobre 2013    |
| 100 m haies       | Brianna Rollins                                                          | États-Unis       | 12 s 26         | Des Moines     | 22 juin 2013       |
| 400 m haies       | Zuzana Hejnová                                                           | Tchéquie         | 52 s 83         | Moscou         | 15 août 2013       |
| 3 000 m steeple   | Milcah Chemos                                                            | Kenya            | 9 min 11 s 65   | Moscou         | 13 août 2013       |
| Saut en hauteur   | Brigetta Barrett                                                         | États-Unis       | 2,04 m          | Des Moines     | 22 juin 2013       |
| Saut à la perche  | Yarisley Silva                                                           | Cuba             | 4,90 m          | Hengelo        | 8 juin 2013        |
| Saut en longueur  | Brittney Reese                                                           | États-Unis       | 7,25 m          | Doha           | 10 mai 2013        |
| Triple saut       | Olha Saladukha                                                           | Ukraine          | 14,85 m         | Eugene         | 1er juin 2013      |
| Lancer du poids   | Valerie Adams                                                            | Nouvelle-Zélande | 20,90 m         | Londres        | 26 juillet 2013    |
| Lancer du disque  | Sandra Perković                                                          | Croatie          | 68,96 m         | Lausanne       | 4 juillet 2013     |
| Lancer de marteau | Tatyana Lysenko                                                          | Russie           | 78,80 m         | Moscou         | 16 août 2013       |
| Lancer de javelot | Mariya Abakumova                                                         | Russie           | 70,53 m         | Berlin         | 1er septembre 2013 |
| 20 km marche      | Elena Lashmanova                                                         | Russie           | 1 h 25 min 49 s | Sotchi         | 23 février 2013    |
| Relais 4 × 100 m  | Carrie Russell Kerron Stewart Schillonie Calvert Shelly-Ann Fraser-Pryce | Jamaïque         | 41 s 29         | Moscou         | 18 août 2013       |
| Relais 4 × 400 m  | Yuliya Gushchina Tatyana Firova Kseniya Ryzhova Antonina Krivoshapka     | Russie           | 3 min 20 s 19   | Moscou         | 17 août 2013       |
| Heptathlon        | Tatyana Chernova                                                         | Russie           | 6 623 pts       | Kazan          | 11 juillet 2013    |

## Récompenses

### Hommes
| Trophée                                         | Homme             | Femme                   |
| ----------------------------------------------- | ----------------- | ----------------------- |
| Trophée IAAF de l'athlète de l'année            | Usain Bolt        | Shelly-Ann Fraser-Pryce |
| Trophée Track and Field de l'athlète de l'année | Bohdan Bondarenko | Valerie Adams           |
| Trophée de l'athlète européen de l'année        | Bohdan Bondarenko | Zuzana Hejnová          |

## Décès
| Athlète            | Âge | Date de décès | Réf.   |
| ------------------ | --- | ------------- | ------ |
| John Thomas        | 71  | 15 janvier    | ,      |
| Noé Hernández      | 34  | 16 janvier    | [ 5 ]  |
| Samson Kimobwa     | 57  | 16 janvier    | [ 6 ]  |
| Abderrahim Goumri  | 36  | 19 janvier    | [ 7 ]  |
| Pietro Mennea      | 60  | 21 mars       | [ 8 ]  |
| Stan Vickers       | 80  | 19 avril      | [ 9 ]  |
| Mariánna Zaharíadi | 23  | 29 avril      | [ 10 ] |
| Viktor Tsybulenko  | 83  | 19 octobre    | [ 11 ] |